# (14496) 1995 BK4
1995 بي كي 4 (ويعرف أيضًا باسم (14496) 1995 بي كي 4 وفق تسمية الكوكب الصغير) (بالإنجليزية: 1995 BK4)‏ هو كويكب ضمن حزام الكويكبات؛ وترتيبه 14496 من حيث الاكتشاف.
اكتُشف هذا الجُرم الفلكي بواسطة هيروشي كانيدا في 28 يناير 1995.

## وصلات خارجية
- (14496) 1995 BK4 في قاعدة بيانات مختبر الدفع النفاث لأجرام النظام الشمسي الصغيرة

- الاكتشاف · مخطط المدار ·  العناصر المدارية · المعلمات المادية

- (14496) 1995 BK4 على موقع ويكي سكاي: DSS2, SDSS, GALEX, IRAS, Hydrogen α, X-Ray, Astrophoto, Sky Map, Articles and images